# Vlădila
Vlădila é uma comuna romena localizada no distrito de Olt, na região de Oltênia. A comuna possui uma área de 25.05 km² e sua população era de 2105 habitantes segundo o censo de 2007.